# Arroyo Garupá
El arroyo Garupá es un curso de agua argentino afluente del Rio Paraná. Se distribuye en parte de los departamentos Capital, Candelaria, Apóstoles, Leandro N. Alem y una pequeña porción del epartamento de Concepción.

## Toponimia
El nombre de Garupá proviene de las palabras guaraníes "yga" (nave o embarcación), y "rupa" (cuna o tierra). Su curso aparece delineado en la gran mayoría de los mapas de la cartografía jesuítica y ya era denominado Ygarupá durante la expansión de las misiones jesuíticas.

## Generalidades
Es un importante afluente del Río Paraná, tiene una longitud de 32,06 km, es el 6° de la provincia de Misiones por la superficie de su cuenca (1416 km²). El Arroyo Garupá es uno de los sitios de estudio elegidos por el Observatorio Nacional de la Degradación de Tierras y Desertificación.
Los pobladores aledaños indican que "es normal que desborde cuando llueve mucho".